# Jordan Sonnenblick
Jordan Sonnenblick (ur. 4 lipca 1969) – amerykański pisarz, twórca literatury młodzieżowej.
W 1991 ukończył studia licencjackie na University of Pennsylvania. Za swoją powieść Muzyka, dziewczyny & śmiercionośny kogel-mogel otrzymał nagrodę Rebecca Caudill Young Reader's Book Award. 
Jest żonaty i ma dwoje dzieci. Mieszka w Bethlehem w stanie Pensylwania. 

## Powieści
- Drums, Girls, and Dangerous Pie (2004) (wyd. pol. 2007 Muzyka, dziewczyny & śmiercionośny kogel-mogel)
- Notes From the Midnight Driver (2006)
- Zen and the Art of Faking It (2007)
- seria Dodger

1. Dodger and Me (2008)
2. Dodger for President (2009)
3. Dodger for Sale (2010)

- After Ever After (2010)